# Чаманаче
Чаманаче (фр. Ciamannacce) је насељено место у Француској у региону Корзика, у департману Јужна Корзика.
По подацима из 2011. године у општини је живело 139 становника, а густина насељености је износила 5,54 становника/km².

## Демографија
| 1962. | 1968. | 1975. | 1982. | 1990. | 2011. |
| ----- | ----- | ----- | ----- | ----- | ----- |
| 144   | 160   | 132   | 115   | 93    | 139   |